# Košarkaški Klub Bosna Sarajevo
Der Košarkaški klub Bosna Meridianbet ist eine bosnisch-herzegowinische Basketballmannschaft aus Sarajevo.
KK Bosna Royal gewann mehrere nationale Meisterschaften und Pokale in Jugoslawien bzw. Bosnien und Herzegowina, sowie 1979 die Europaliga. Man kann den Verein deshalb als einen der erfolgreichsten Clubs aus dem ehemaligen Jugoslawien betrachten.
Von 2004 bis 2007 sowie von 2008 bis 2008 spielte der Verein in der ABA-Liga, dazwischen und seither in der Bosnischen Basketballliga.

## Erfolge
- Bosnische Meisterschaft: 4
  - 1998/99, 2004/05, 2005/06, 2007/08
- Bosnischer Pokal: 3
  - 2004/05, 2008/09, 2009/10
- Jugoslawische Meisterschaft: 3
  - 1977/78, 1979/80, 1982/83
- Jugoslawischer Pokal: 2
  - 1977/78, 1983/84
- Jugoslawischer Pokal - Runners Up: 2
  - 1979/80, 1985/86
- FIBA Europapokal der Landesmeister: 1
  - 1978/79